# Österreichischer Alpenverein
L'Österreichischer Alpenverein (ÖAV) è la principale associazione alpinistica austriaca. L'associazione conta più di 300.000 iscritti ed ha sede ad Innsbruck.

## Storia
L'OeAV fu fondato nel 1862 da Paul Grohmann assieme a Friedrich Simony e Edmund von Mojsisovics. Fu, ed è pertanto la più antica associazione alpinistica del mondo dopo l'Alpine Club inglese.
Nel 1873 le associazioni alpinistiche tedesca (Deutscher Alpenverein, in sigla DAV), austriaca e boema si fusero in un unico soggetto, il Deutscher und Österreichischer Alpenverein, in cui rimasero unite sino al 1938.
Nel periodo tra le due guerre, il OeAV assunse un orientamento chiaramente antisemita. Nel 1924, seguendo l'esempio di alcune sezioni minori, Eduard Pichl, presidente della principale sezione del OeAV (la "Sektion Austria"), fece introdurre nello statuto il cosiddetto Arierparagraph, clausola che precludeva ai "non ariani" di far parte dell'associazione.
Molti soci espulsi dalla Sezione Austria, tra i quali lo psichiatra Viktor Frankl, il regista Fred Zinnemann e il musicista Joseph Braunstein fondarono quindi la Sezione "Donauland", che però venne successivamente radiata dalla OeAV.
Nel 1938, dopo l'Anschluss, l'OeAV venne inquadrato come "Sezione alpinismo" nella Federazione nazionalsocialista per l'educazione fisica, organizzazione disciolta dopo la fine della guerra.
L'OeAV venne rifondata nell'immediato dopoguerra. Fino al 1952, anno in cui fu ricostituito anche il Deutscher Alpenverein, fu il club alpino austriaco ad amministrare fiduciariamente il patrimonio e le strutture della disciolta associazione tedesca.
L'Oesterreichische Alpenverein è oggi, secondo statuto, un'associazione apolitica.

## Organizzazione
Il OeAV si compone di circa 200 sezioni, costituite in associazioni. 
Accanto alle sezioni territoriali, a Vienna e Graz sono attive anche delle sezioni universitarie. Vi sono inoltre sezioni che operano fuori dai confini austriaci, in Inghilterra e nelle Fiandre. Esiste poi una sezione "Reichenberg", fondata dai tedeschi etnici espulsi dalla Repubblica Ceca dopo la guerra.
Fanno parte del OeAV, infine, la sezione transfrontaliera Kössen-Reit im Winkl (il cui ambito si estende anche ad una parte delle Alpi bavaresi) e la sezione sovraregionale "Weitwanderer" (Trekking - alta via).

## Attività
Il Club alpino austriaco gestisce circa 270 tra rifugi e bivacchi.
Pubblica opere sulla montagna e carte territoriali e turistiche.
Cura attività culturali (tra cui raccolte museali e biblioteche), nonché attività formative per gli iscritti.

## Gli altri club alpini europei
- Club Alpino Italiano CAI
- Società Alpinisti Tridentini SAT
- Alpenverein Südtirol AVS
- Club Alpino Svizzero CAS
- Club Alpino Francese CAF
- Deutscher Alpenverein DAV
- Unione Internazionale delle Associazioni Alpinistiche UIAA